# The Eclipse sessions
The Eclipse Sessions is het drieëntwintigste studioalbum van  de Amerikaanse singer-songwriter John Hiatt. 
John Hiatt begon zijn muzikale loopbaan als songwriter voor een platenmaatschappij in Nashville. Hij schreef onder meer liedjes voor Emmylou Harris,  Steve Earle en Willie Nelson. Zijn eerste plaat was Hangin’ around the observatory  (uit 1979). Hij kreeg het meeste succes met zijn achtste album Bring the Family (1987) waar ook de single Have a little faith in me op staat. 

## Muziek
John Hiatt staat bekend om zijn rauwe, doorleefde stemgeluid en zijn gevarieerde repertoire. Hij speelt ook op dit album zowel melodieuze, gevoelige nummers (zoals Cry to me, Aces op your sleeve en Robber’s highway) als rocksongs (o.a. Poor imitation of God, Outrunning my soul en One stiff breeze). In de muziek van Hiatt zijn ook country- en blueselementen te beluisteren. Alle nummers op The Eclipse Sessions zijn geschreven door John Hiatt zelf. 

## Tracklist
1. Cry to me  3:55
2. All the way to the river 4:30
3. Aces up at your sleeve 3:21
4. Poor imitation of God  2:57
5. Nothing in my heart 4:03
6. Over the hill 4:21
7. Outrunning my soul 3:43
8. Hide your tears 3:15
9. The odds of loving you 4:05
10. One stiff breeze 3:40
11. Robber’s  highway 4:24

## Muzikanten
- John Hiatt – zang, akoestische gitaar
- Patrick O’Hearn – basgitaar
- Kenneth Blevins – drums
- Kevin McKendree  - elektrische piano (tracks 4, 6 en 7), orgel (tracks 1, 2,3, 5, 6, 10, 11) en piano (tracks 1, 2, 8, 10)
- Yales McKendree – gitaar (tracks 1, 2, 4, 6, 10, 11)

## Album
Kevin McKendree heeft dit album geproduceerd en gemixt, zijn zoon Yales McKendree heeft de geluidstechniek verzorgd. De opnames hebben plaatsgevonden in de Rock House studio in Franklin (Tennessee). Deze studio is eigendom van Kevin McKendree. Het album is gemasterd door Jim DeMain in de Yes Master studio in Nashville. Het album is uitgebracht op New West Records. Dit label is in 1998 opgericht voor Indierock en Americana. De albums van John Hiatt worden vanaf 2003 op dit label uitgebracht. 
De plaat is genoemd naar de Zonsverduistering van 21 augustus 2017 die zichtbaar was in Nashville. De albumhoes (een zwart-witfoto van een donkere aardbol; de foto is genomen boven de Verenigde Staten) verwijst hier ook naar.
The Eclipse Sessions behaalde de hitparade in een aantal landen. In de Americana Album Top 40 in de Verenigde Staten kwam het album op 19 oktober 2018 binnen op de eerste plaats. De Amerikaanse site AllMusic waardeerde dit album met vier sterren (maximum is vijf). In Nederland was het maar een week genoteerd in België vijf (daar heeft men een Top 200).
Dit zijn voorlopige cijfers; het album staat ten tijde van aanmaak van de tabel nog in de albumlijsten.
| land                      | piek |
| ------------------------- | ---- |
| VS Americana Album Top 40 | 1    |
| Zwitserland               | 43   |
| Canada                    | 50   |
| Nederland                 | 59   |
| Duitsland                 | 74   |
| België (Vlaanderen)       | 78   |
| Verenigde Staten          | 162  |